# مسجد آيسلندا الكبير
مسجد آيسلندا الكبير (بالإنجليزية: The Grand Mosque of Iceland)‏ في العاصمة الأيسلندية ريكيافيك.

## معلومات عامة
هذا المسجد هو وقف إسلامي مسجل برقم 660110-0230، ومقره في مدينة ريكجافيك Skögarhlið 20 Reykjavik 105. وهو مؤسسة دينية إسلامية لتمكين المسلمين من ممارسة كل شعائرهم الدينية في أيسلندا والقيام بجميع الاحتفالات والمناسبات الدينية مثل الأعياد والزواج والطلاق والجنائز الخ.
الموارد المالية للوقف تتمثل في ما يُجمع على شكل مساعدات حكومية واستثمارات وتبرعات وصدقات وهدايا وهبات من الأشخاص والمؤسسات الرسمية وغيرها في داخل آيسلندا وخارجها.
يعمل المسجد على الحفاظ على الهوية الإسلامية للجالية طبقا للقرآن والسنة، وتشجيع، وحماية، وتقوية، الشخصية الإسلامية لدى أطفال المسلمين، وإقامة المشاريع التي تساعد سكان المنطقة وتسهل لهم الانخراط في سوق العمل، إضافة إلى تشجيع تعلم اللغة الآيسلندية باعتبارها اللغة الرسمية والمهمة بالنسبة لأبناء الجالية المسلمة في آيسلندا، وإقامة النشاطات الاجتماعية التي تساعد على تنشيط دور الجالية المسلمة في المجتمع الآيسلندي. كذلك يعمل على إيجاد الفرص لتعليم أبناء الجالية المسلمة اللغة العربية باعتبارها اللغة الأم لكثير من أبناء المهاجرين من المشرق والمغرب العربي وكذلك اعتبارها اللغة المشتركة بين المسلمين.
ويقوم بالتعاون مع السلطات الرسمية والأجهزة الرسمية لأجل وضع أفضل للجالية المسلمة.

## وصلات خارجية
- الموافقة على بناء أول مسجد في عاصمة أيسلندا
- أول مسجد في جمهورية آيسلندا مثال للتسامح والالتزام